# Ray Vasquez
Ray Vasquez, noto anche come Ray Victor (Los Angeles, 12 febbraio 1924 – 25 gennaio 2019), è stato un cantante, musicista, trombonista e attore statunitense, che ha influenzato in modo significativo la scena jazz latina dal 1940 al 2019.

## Biografia

### Primi anni di vita
Ray Moreno Vasquez nacque a Los Angeles il 12 febbraio 1924, da genitori immigrati provenienti dal Messico. Fu cresciuto principalmente da suo padre, Domingo Vasquez Sr., uno Huaxteco di San Luis Potosí. Cresciuto povero durante l'era della grande depressione degli anni '30 nella sezione di Watts di Los Angeles, Vasquez frequentò la Jordan High School. Era notevole come universitario e irrilevante in musica, membro delle squadre di atletica e basket e solista, come tenore, nel coro a cappella. Suonò anche il trombone e cantò nell'orchestra jazz del liceo. Un insegnante di canto del liceo notò il suo potenziale e gli consigliò di trasferirsi alla Roosevelt High School di East Los Angeles perché era più prestigiosa e aveva una migliore orchestra jazz. Vasquez studiò trombone con il famoso Dr. Hiner, primo cornettista, con John Philip Sousa, a Highland Park.

### Seconda guerra mondiale
Vasquez fu arruolato nell'esercito dopo il diploma. Fu inviato alla Boeing School of Avionics e fu membro dell'Army Air Corps. Ricevette quattro medaglie mentre era in servizio e ottenne il grado di sergente. Fu congedato con onore nel 1946.
Un mattone a suo nome è stato inserito nel Memorial Wall al General Patton Memorial Museum di Chiriaco Summit, in California.

### Formazione
Frequentò il teatro Pasadena Playhouse grazie al G.I. Bill. Il college accreditato di tre anni offriva lezioni di recitazione, canto ed eloquio. Studiò Shakespeare, tecnica teatrale, produzione, radio, televisione, danza, trucco e costumi. Si laureò in arti teatrali nel 1952.

### Carriera musicale
Ray Vasquez ha suonato il trombone e ha cantato con molte jazz band locali a Los Angeles, ma presto si distaccò come artista solista ed iniziò a registrare e fare tournée. Ha registrato con Chico Sesma, Eddie Cano e The Voodoo Suite con Pérez Prado.
Ha registrato il suo album, Ray Vasquez: In the Still of The Night su Tropicana Records con il direttore musicale George Hernandez, prodotto da Oliver Berliner. I trentacinque componenti dietro di lui comprendevano musicisti come Paul Lopez e Anthony Ortega.
Ray è stato chiesto da numerosi bandleader come Chico Sesma, Eddie Cano, Pérez Prado, Louis Prima, John T Williams, per cantare da solista su singoli pubblicati sulle etichette Gold Star Records, Bean Monde, Accent Records (US), e RCA Records.
Il suo ruolo nello sviluppo della scena musicale latina a Los Angeles è citato nei libri Mexican American Mojo di Anthony Macias e Barrio Rhythm: Mexican American Music a Los Angeles di Steven Joseph Loza. Il suo album e altre registrazioni sono state inserite nella Strachwitz Frontera Collection of Mexican and Mexican American Recordings della Arhoolie Foundation presso il Chicano Studies Research Center della University of California di Los Angeles.
Vasquez è stato membro dell'Unione musicisti per oltre 30 anni.

### Las Vegas
Durante i primi anni 1960, Vasquez entrò nel circuito di Las Vegas e incontrò successo e opportunità. Ha cantato allo Stardust Resort and Casino, alle Dunes (Sky Room), The Sands, l'Aladdin Hotel and Casino (Big Room), il Flamingo (Lounge), il Tropicana (Lounge), Harrah’s Lake Tahoe South Shore Room, dove ha lavorato per quattro anni 1960-1964 senza mai fare un provino dopo essere stato scoperto al Silver Slipper dalla moglie di Bill Harrah, Scherry Harrah. Ha condiviso la locandina con artisti come Sammy Davis, Jr., Harry Belafonte, Red Skelton, Jack Benny, Liberace, Ella Fitzgerald, Louis Prima, Dorthy Louden, Kay Starr, Jimmy Durante, George Burns, George Gobel, Danny Kaye, Mickey Rooney, Judy Garland, Mitzi Gaynor, Sophie Tucker, Eleanor Powell, Danny Thomas, Myron Cohen, Dianah Shore, Rosemary Clooney, Patti Page, Polly Bergan, Donald O'Conner, Juliet Prowse, The Mills Brothers, Billy Eckstine, George Tapps, Harold Minsky, George Marrow, Bill Cosby, Nat King Cole, The Kingston Trio, Dorothy Dorben, Don Arden e Billy Daniels.
Ray Vasquez ha anche lavorato per anni all'Harrah’s Lounge e nella grande sala dell'Harvey’s Resort Lounge a Lake Tahoe.
Incontrò la sua futura moglie Renee (Renee Victor) a Lake Tahoe e Las Vegas quando era la "front girl" con l'orchestra di Perez Prado.

## Successo internazionale
La sua carriera decollò a livello internazionale alla fine del 1960. Vasquez e sua moglie si recarono a Parigi per provare al "Lido de Paris" e hanno continuato ad esibirsi in paesi come Giappone, Taiwan, Singapore, Venezuela, Cuba, Filippine, Giamaica e Australia.
Vasquez e sua moglie hanno lavorato per quattro anni in Australia. Registrate a Perth, le loro serie televisive sul network The Ray and Renee Show hanno creato una sensazione americana in Australia.

### TV e cinema
Al suo ritorno negli Stati Uniti negli anni '70, Vasquez continuò la sua carriera di attore. Ha lavorato in televisione, radio e cinema e ha co-ospitato il talk show KTLA Pacesetters.
Vasquez è stato un membro attivo della Screen Actors Guild per oltre 30 anni.

### Gli anni della pensione
In pensione Vasquez continuò a presentare e cantare in sale da ballo e country club. Durante i suoi anni da senior, ha continuato ad recitare, prenotando spot pubblicitari e lavori di stampa, e ha ricevuto un reddito dalla sua carriera di attore fino alla sua morte.

### Morte
Vasquez ha cantato con un pianista accompagnatore fino all'età di 94 anni. Nel 2018 ha avuto un infarto. Dopo un mese di riabilitazione si ritirò. Dieci mesi dopo, la sua salute peggiorò rapidamente. È morto a casa il 25 gennaio 2019, a 94 anni.

## Filmografia

### Cinema
- Kiss Me a Killer, regia di Marcus DeLeon (1991)
- Zero Tolerance, regia di Joseph Merhi (1994)
- Locomotive, regia di Riccardo DiLoreto (1997)

### Televisione
- Woobinda (Woobinda, Animal Doctor) – serie TV, episodio 1x03 (1969)
- Sulle strade della California (Police Story) – serie TV, episodio 2x14 (1975)
- Cannon – serie TV, episodio 5x08 (1975)
- New York New York (Cagney & Lacey) – serie TV, episodio 5x23 (1986)
- Mezzanotte e un minuto (12:01), regia di Jack Sholder – film TV (1993)
- La signora del West (Dr. Quinn, Medicine Woman) – serie TV, episodio 3x03 (1994)